# Cavall de tir

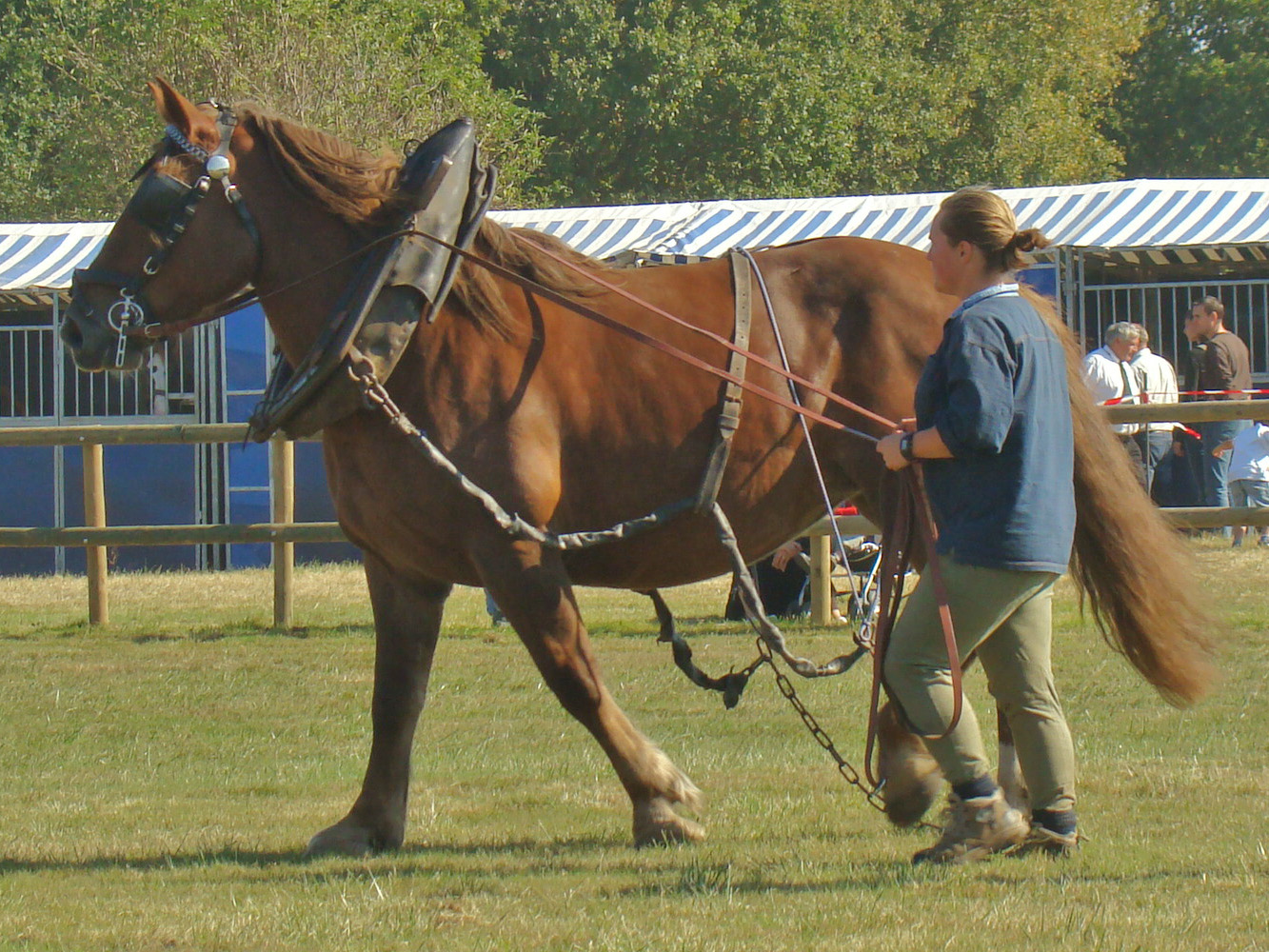
Cavall bretó amb collera i guarniments de tir.

El cavall de tir és un cavall de treball usat per la seva capacitat de tracció. Els cavalls de tir s'empraven per a llaurar o arrossegar ginys agrícoles i, com a força motriu, enganxats a carros i carruatges. També s'usaren cavalls de tir, en certs casos, per a moure maquinària enganxats a un dispositiu mecànic apropiat.
Els usos tradicionals anteriors es refereixen a animals de tir pesant. També hi ha cavalls de tir lleuger que permeten velocitats de desplaçament superiors.
Un cavall de tir exigeix una cura i una alimentació adequades en funció del treball requerit. Els costos de manteniment, incloent el ferrat, poden ser importants.

## Història
La majoria de races de cavalls de tir no existien abans del segle xviii. Les races de tir pesant s'anaren definint per selecció a partir de les necessitats militars (artilleria pesant), incorporant-se als treballs agrícoles. El desenvolupament dels cavalls de tir acompanyà la revolució industrial i el perfeccionament de carruatges i maquinària agrícola (en forma d'estris senzills o de veritables màquines amb motor animal).
Als països amb canals i vies fluvials desenvolupades, els "nous" cavalls, més poderosos, s'empraren en la sirga (i, a vegades, per a moure vaixells amb rampes; amb el cavall a bord i dispositius mecànics per a transmetre la potència a l'aigua).
Cada regió exigiria un estudi especial. A França hi ha exemples de departaments on tradicionalment s'empraven els bous per a treballar el camp i cavallets ambladors ("bidets") per a desplaçar-se que, amb les noves necessitats socials i la millora o creació d'una xarxa de carreteres, passaren a criar cavalls de tir i abandonaren l'ús dels bous. (En el cas del perxeró hi ha una obra que explica l'evolució cronològica dels fets).
A Espanya no hi havia cavalls de tir pesant fins, pràcticament, el segle xix. Això suposà que a Catalunya el cavall català fos encreuat amb sementals bretons fins a la pràctica desaparició de la raça (que es transformà en el -mal- anomenat hispà-bretó o cavall pirinenc català de tir).

## El cavall com a motor

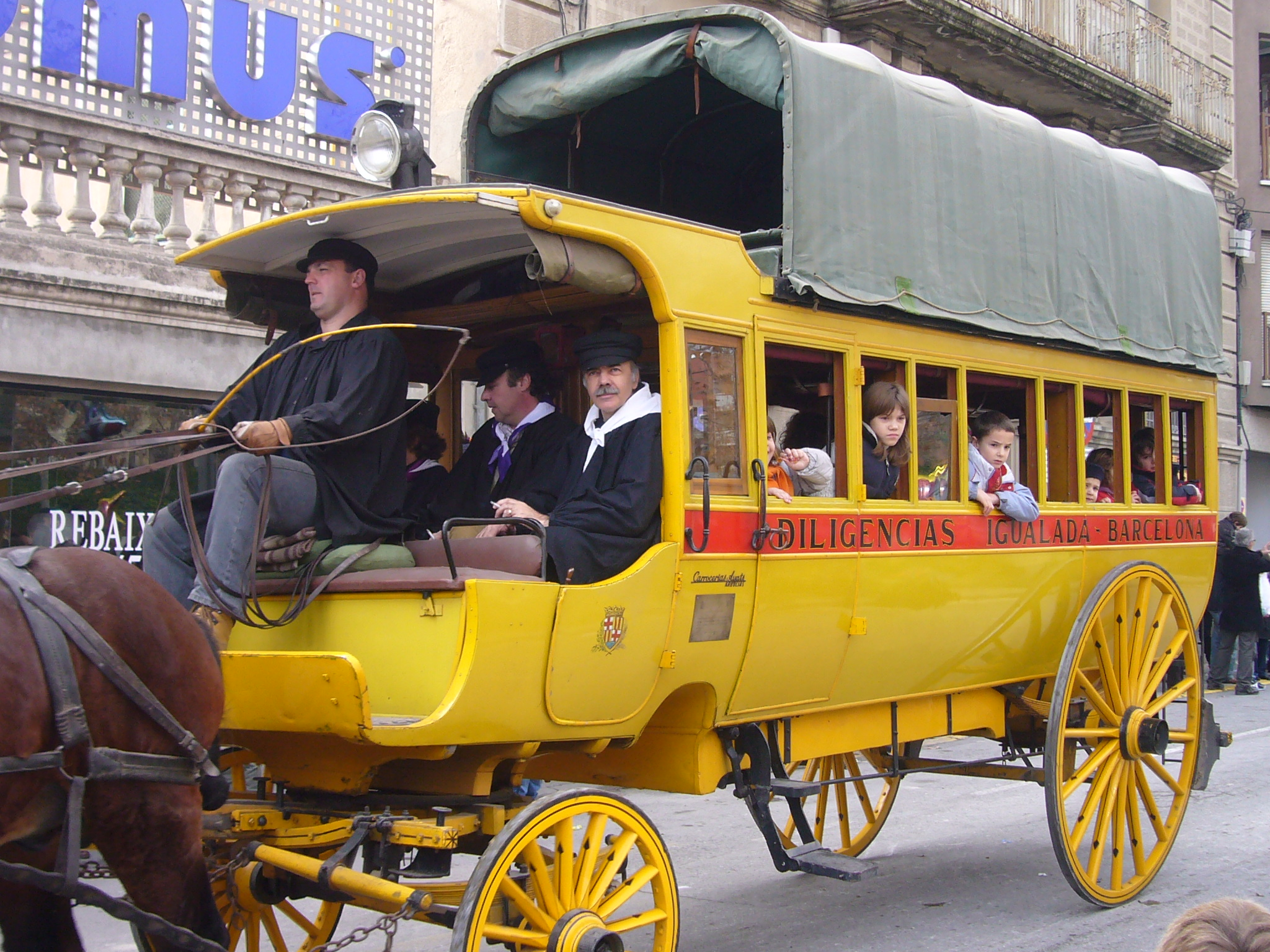
Diligència que realitzava el trajecte Igualada-Barcelona. S'usa en els "Tres Tombs" organitzats per l'Antic Gremi de Traginers d'Igualada

La capacitat de treball d'un cavall ha interessat des de temps antics. Hi ha diversos estudis de l'època pre-industrial que indiquen xifres comparatives i que permeten orientar-se en aquest sentit.
La força que pot fer un cavall de tir durant períodes curts és proporcional al seu pes. Per a un cavall de 1.000 Kg és de l'ordre de 500-900 kg. La força sostinguda que pot mantenir el mateix cavall, marxant al pas i durant 8 hores al dia (i 6 dies a la setmana) és d'uns 30 kgf (kp).
La primera definició de la unitat de potència mecànica, el cavall de vapor (CV), es basava en la capacitat de treball d'un cavall. Un motor d'un cavall (1 CV) faria, segons la definició, la mateixa feina que un cavall real. Estudis recents han confirmat aquesta equivalència aproximada.
Per a aprofitar la força de tracció són imprescindibles uns guarniments adequats que transmetin l'esforç del cavall fins a l'element receptor (carruatge o màquina). L'element bàsic de les guarnicions és el collar.
Un altre aspecte important és el de la resistència de rodadura. En el cas d'un carruatge, un cavall de tir pesant pot arrossegar per pla pesos diferents segons el tipus de roda.
Una carreta amb rodes de fusta i cèrcols de ferro (llandes) arrossegada per dos o tres cavalls suposa un pes total màxim de 750 kg i una velocitat comercial de 4 km/h.
Sis cavalls d'artilleria poden arrossegar 1.000 kg a la mateixa velocitat.
Amb rodes pneumàtiques la resistència de rodadura és més petita i les càrregues poden ser més grans. Si el carruatge es mou sobre vies metàl·liques i rodes també metàl·liques la càrrega encara pot ser més gran.

## Usos tradicionals

### Agricultura

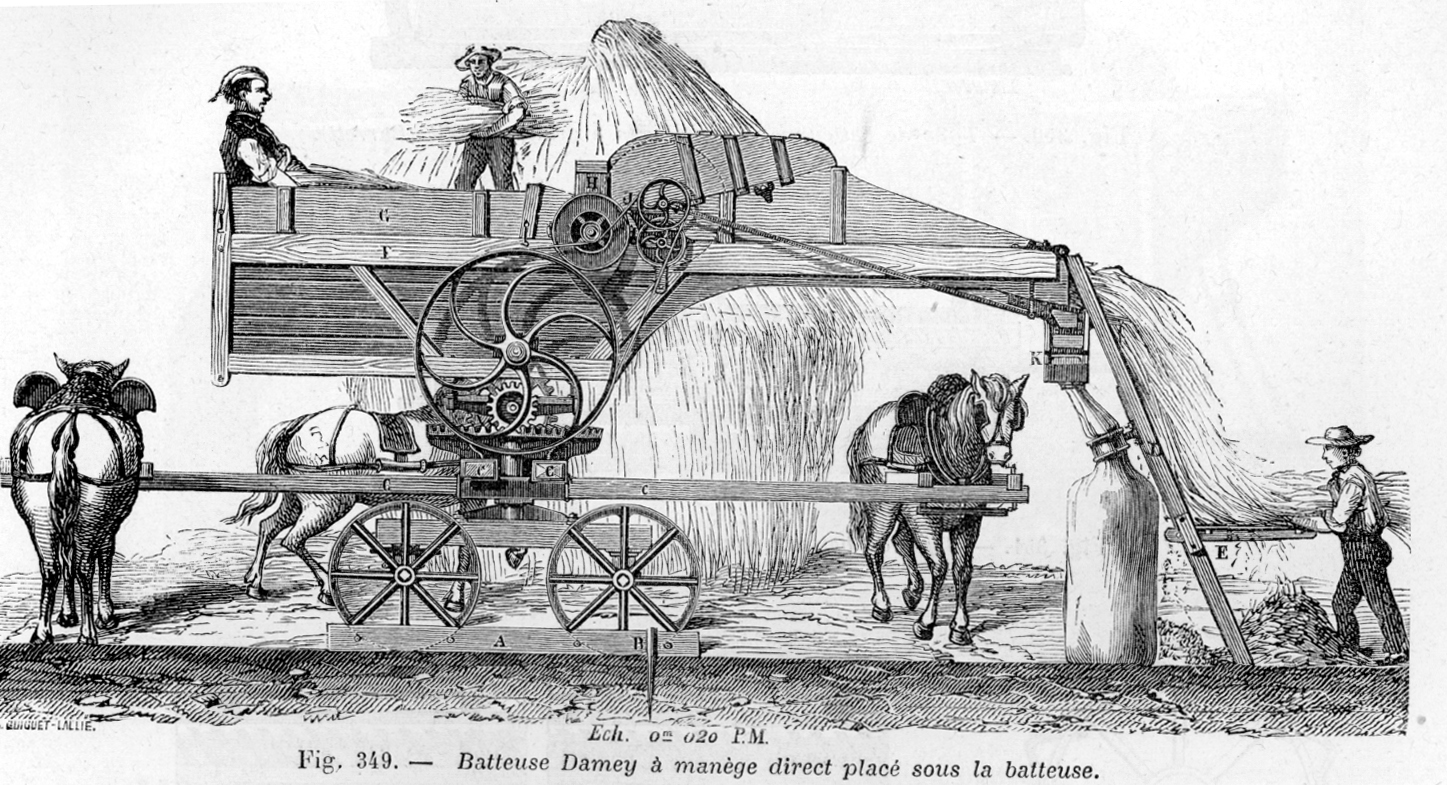
Màquina de batre cereals segats accionada per cavalls.

Abans de la substitució definitiva de cavalls i mules en tasques de conreu en els països desenvolupats, els cavalls de tir pesant s'empraren per a llaurar i per a moure tota mena de màquines agrícoles. Incloent els transports derivats de les explotacions agràries.
Un cas particular en temps moderns és l'ús del cavall per part de les comunitats Amish.

### Diligències
Durant segles els desplaçaments a Europa s'efectuaven a cavall. Els camins eren dolents o no existien. La xarxa viaria coincidia, pràcticament, amb la que havien construït els romans. Les persones amb possibilitats econòmiques empraven patits cavalls ambladors (quartaus o "bidets"). A poc a poc l'ús de carruatges s'anà estenent i la construcció de carreteres entre les ciutats principals es desenvolupà. Això va permetre l'establiment de línies de diligències entre localitats on la demanda era important.
A l'estat espanyol el 1816 es va fundar la "Sociedad de diligencias de Cataluña". El 1818 va aconseguir el servei Barcelona-València. Que l'any següent arribava a Madrid. Les diligències funcionaren a Igualada des del 1828 fins als voltants de 1893, quan arribà el ferrocarril a la ciutat. Sortien de la rambla Sant Isidre, núm 1, d'Igualada a les 4 de la matinada i després de 9 hores de trajecte arribaven a la plaça de Sant Jaume de Barcelona, a la 1 del migdia.
En les diligències els cavalls anaven al trot, sempre que era possible i es canviaven en les estacions de postes. El tipus de cavall emprat va evolucionar cap al "postier", de tir semipesant i semiràpid.

### Tramvies
L'any 1899 París disposava d'una xarxa de tramvies de 244 km estirats per 17.323 cavalls.

### Transport de mercaderies
El transport de mercaderies amb carruatges de cavalls és prou conegut. En cada època i en cada regió presenta característiques particulars que cal analitzar en funció de l'aspecte que hom vulgui estudiar.
A Barcelona, fins a final de la dècada de 1950 el servei de recollida de la brossa es feia en carros arrossegats per cavalls.
Els carruatges emprats eren diversos: carros, carretes, carrosses, tartanes, diligències, òmnibus, galeres, cabriolés, ordinaris, sulkis…
A Mallorca, antigament es feia el transport en una mena de trineus sense rodes, o amb carros de rodes massisses (carros de cos).

### Cavalls de sirga
El transport fluvial i per canals amb embarcacions estirades per persones o animals data d'èpoques remotes.
Al riu Ebre eren típics els llaguts sirgats per mules desapareguts en data relativament recent. En altres contrades la tradició era mil·lenària. Per exemple a la Xina (els sirgadors del riu Yang Tse, el Gran Canal…). A França
i Anglaterra el transport de mercaderies per rius i canals amb tracció animal fou molt important abans i durant la revolució industrial.
La difusió d'animals de tir més grans permeté el seu ús en aquestes activitats.
La sirga exigeix camins de sirga adequats que no són sempre factibles en tot el recorregut. L'animal ha de patir esforços laterals i el trànsit forçós per trams sense camí, trepitjant sòls molt durs (a vegades pedregosos i altres cops fangosos o amarats). La vida d'un cavall de sirga era molt dura i només es podia suportar dos o tres anys.

### Accionament de màquines
El cavall fou emprat com a motor per a accionar maquinària i ginys diversos: telers, molins, premses, trepixs, bombes d'aigua… Un o més cavalls es fermaven a un argue d'eix vertical al cap de barres relativament llargues disposades en forma radial. Cada animal caminava en cercle fent una força determinada (de l'ordre de 20-40 kgf). El producte de la força pel radi és un «moment» (moment motor, parell de forces) que, combinat amb les revolucions, determina una potència.

### Treballs forestals
Una de les poques tasques en què les cavalls de tir (i les mules) són insubstituïbles és en l'arrossegament de troncs en terrenys difícils.

## Tir pesant

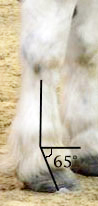
Travador típic d'un cavall de tir, amb un angle de 65 graus (més gran que el d'un cavall de sella).

Totes les races de cavalls de tir pesant tenen característiques similars. Són cavalls de gran alçada (des d'1,60 m fins a més d'1,80 m a la creu) i de gran massa muscular (pesen des de 600 fins a més de 1.000 kg). Tenen les espatlles i els travadors poc inclinats, cosa que facilita que puguin exercir esforços de tracció però que provoquen moviments verticals més violents en la locomoció (són més incòmodes per a un eventual genet). L'esquelet és reforçat i la musculatura ben desenvolupada, amb una gropa poderosa. La seva morfologia és brevilínea, amb extremitats relativament curtes.
El perfil del cap és rectilini o convex. Són, generalment, de caràcter molt tranquil.

### Races de tir pesant
Hi ha races de tir molt antigues, amb registres consolidats i bones perspectives de futur. També hi ha exemples de races més modernes, sense registre (o amb reglamentació poc adequada) que estan en perill d'extinció. Algunes de les races de tir pesant són les següents:
- American Cream
- Cavall ardenès
- Cavall belga de tir
- Cavall bolonyès ("boulonais")
- Cavall bretó
- Cavall Clydesdale
- Cavall Pirinenc Català[45]
- Cavall Shire
- Perxeró[46][47]
- Suffolk Punch

## Tir semi-pesant ràpid
Els cavalls de tir pesant treballen al pas mentre que alguns transports (diligències, artilleria, càrregues urgents…) requereixen desplaçaments més ràpids. Això s'aconseguí amb cavalls més lleugers que poguessin desplaçar-se al trot, però sempre de la mena de tir. Exemples típics foren la varietat lleugera del perxeró (perxeró petit o perxeró "postier") i el subtipus corresponent en el bretó (bretó "postier").
La marxa més ràpida s'aconseguia amb un cansament superior del cavalls que exigia jornades més curtes i, en cas necessari, reemplaçant els cavalls amb un servei de postes.

## Tir lleuger
El concepte de tir lleuger és convencional. Generalment s'associa amb carruatges lleugers, cavalls també lleugers i velocitats de desplaçament superiors a la de la marxa al pas (estimada en uns 4 km/h en el cas de tir pesant).
Els aires més emprats són el trot i l'ambladura. En les curses de carros de l'antiga Grècia i l'Imperi Romà els cavalls anaven al galop.
Moltes races i tipus de cavalls són emprats en el tir lleuger : Àrab, Morgan, Hackney… També són populars els enganxes de ponis.
Cavalls i ponis enganxats poden competir en diversos concursos d'enganxes. Una varietat de competició és la de les curses de trotons i cavalls ambladors.